# Diprotodon
Il diprotodonte (gen. Diprotodon) era un mammifero marsupiale, imparentato con i vombati, vissuto nel Pleistocene in Australia.

## Il più grande marsupiale mai esistito
Questo grande animale, che raggiungeva i 3 metri di lunghezza, fu il più grande mammifero marsupiale mai esistito. Il diprotodonte faceva parte della cosiddetta megafauna australiana, quel complesso di grandi vertebrati pleistocenici che abitavano il continente – isola fino a circa 40.000 anni fa, lasciando solo pochi superstiti attuali (tra cui i canguri).
Secondo molti studiosi la causa della sua estinzione può essere riconducibile all'uomo che, raggiunta l'Australia qualche migliaio di anni prima e trovatosi di fronte a una fauna non abituata ai predatori, iniziò cacciarli, similmente a quanto accaduto in Nuova Zelanda con i Moa. 

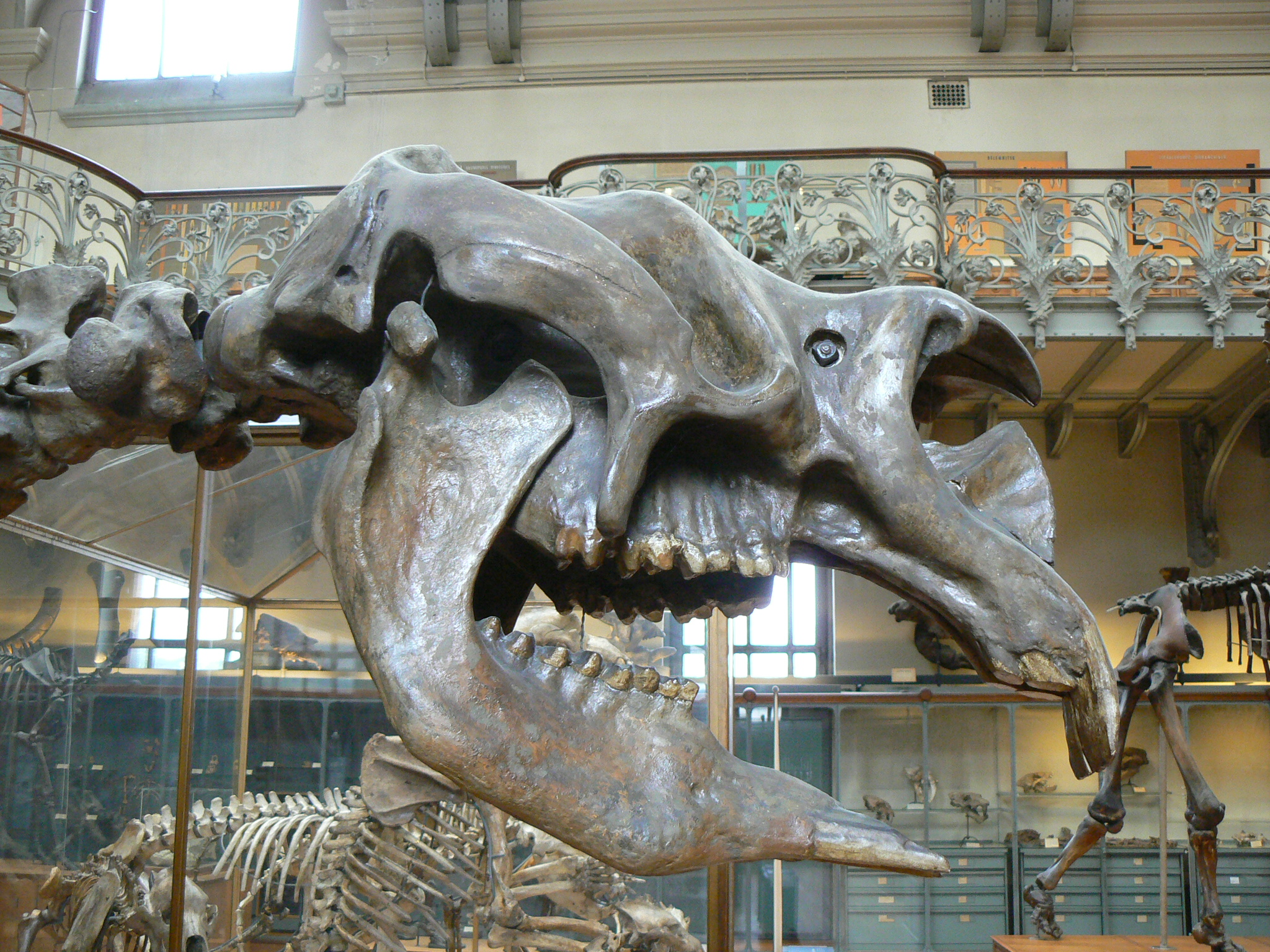
Particolare del cranio di Diprotodon australis

## Un vombato grande come un rinoceronte
Il diprotodonte può essere paragonato, come forma e dimensioni, agli odierni rinoceronti, anche se le abitudini di vita di questo gigante erano probabilmente più simili a quelle degli ippopotami. Nel giacimento di Callabonna, costituito da un lago fossile, sono stati rinvenuti numerosissimi resti di questo animale.
Il corpo era decisamente voluminoso, sorretto da zampe massicce e fornite di zoccoli. Il cranio è decisamente particolare: il profilo elevato è dato dal fatto che le ossa nasali sono estremamente sviluppate, quasi ci fosse un “corno” o una "proboscide". La dentatura, invece, richiama da vicino quella dei roditori, con lunghissimi incisivi per tagliare il fogliame. Esistono varie specie di diprotodonte, la più grande e nota delle quali è D. australis.

## All'origine di un mito?

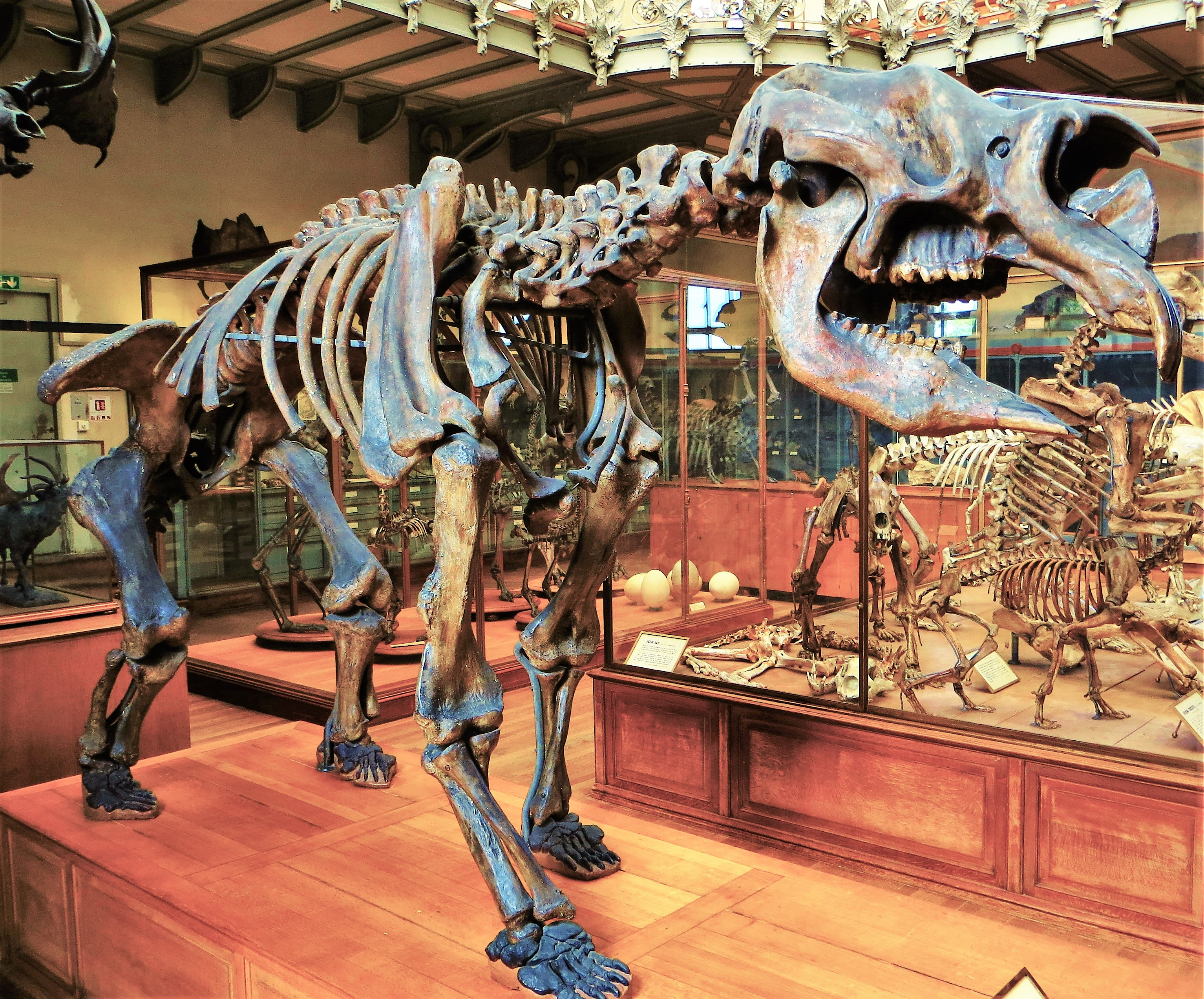
Scheletro di Diprotodon australis

È possibile che all'origine del mito del bunyip, spirito lacustre della mitologia aborigena, ci siano i ricordi degli uomini che per primi si trovarono di fronte a queste straordinarie creature. Le tradizioni orali potrebbero aver tramandato gli incontri avvenuti migliaia di anni fa tra i primi abitanti dell'Australia e gli ultimi Diprotodon.